# シアター風姿花伝
シアター風姿花伝（シアターふうしかでん）は東京都新宿区中落合にある劇場である。支配人を那須佐代子が務めている。

## 沿革
- 2003年
  - 8月2日-8日 こけら落とし公演 宮田慶子 演出『紙風船／蝶のやうな私の郷愁』[2]（出演: 森塚敏・東恵美子／ 赤堀雅秋・那須佐代子）
- 2012年
  - 9月 第24回池袋演劇祭[3]において豊島区外ながら会場となる[注 1]。
- 2013年
  - 8月16日-25日 第1回 黄金のコメディフェスティバル 開催[5][6]（〜2017年 第5回まで実施）
    - 本フェスティバルの第1回から第3回までの模様はBS0テレにて放送された[7][8][9]